# Hrabstwo Montserrado
Hrabstwo Montserrado – jest najmniejszym, a zarazem najludniejszym z piętnastu hrabstw Liberii; składa się z 4 dystryktów, a jego stolicą jest Bensonville. Zostało założone wraz z utworzeniem państwa w 1847 roku. Największym miastem jest stolica kraju, Monrovia.

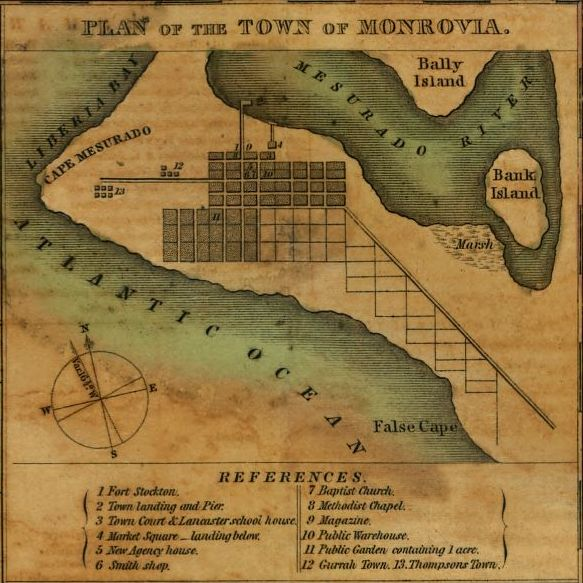
Wczesny plan Monrovii

## Dystrykty
- Carreysburg
- Commonwealth
- St. Paul River
- Todea
- Greater Monrovia